# 1370.
1370. je osmo desetletje v 14. stoletju med letoma 1370 in 1379. 